# Grantley Adams International Airport

i8
i11
i13
Der Grantley Adams International Airport (GAIA) (IATA-Code BGI, ICAO-Code TBPB) ist der größte und international betriebene Flughafen auf Barbados. Er  befindet sich in Seawell, Christ Church, rund 13 Kilometer östlich der Landeshauptstadt Bridgetown.
Der frühere Name des Flughafens war Seawell Airport, bevor im Jahr 1976 eine Umbenennung zu Ehren des 1971 verstorbenen ersten Premierministers Grantley Herbert Adams erfolgte.
Nach seiner Inbetriebnahme im Jahr 1939 wurde der Flughafen mehrfach erweitert und modernisiert und hat sich bis heute zu einem modernen Verkehrsflughafen mit einem hohen Passagieraufkommen entwickelt. Im Jahr 2019 wurden insgesamt 2.209.491 Passagiere abgefertigt. Der Flughafen ist durch Taxis an das etwa 30 Minuten entfernte Bridgetown angebunden.

## Zwischenfälle
- Am 6. Oktober 1976 wurde eine von Barbados gestartete Douglas DC-8-43 (Luftfahrzeugkennzeichen CU-T1201) durch einen Terroranschlag auf dem Weg nach Kuba zerstört. Alle 73 Insassen, 48 Passagiere und 25 Besatzungsmitglieder, wurden getötet. Zwei Bomben wurden durch eine CIA-nahe Terrororganisation des Exilkubaners Luis Posada Carriles an Bord gebracht. Die Zündung erfolgte so, dass die Maschine acht Kilometer westlich des Startflughafens ins Meer stürzte. Luis Posada Carriles wurde bis heute nicht für seine Tat durch die USA bestraft. Unter den Passagieren befanden sich 24 Mitglieder der kubanischen Fechtmannschaft, die gerade alle Goldmedaillen in der zentralamerikanischen und karibischen Meisterschaft erhalten hatten (siehe auch Cubana-Flug 455).[3]